# Großsteingrab Langeneichstädt

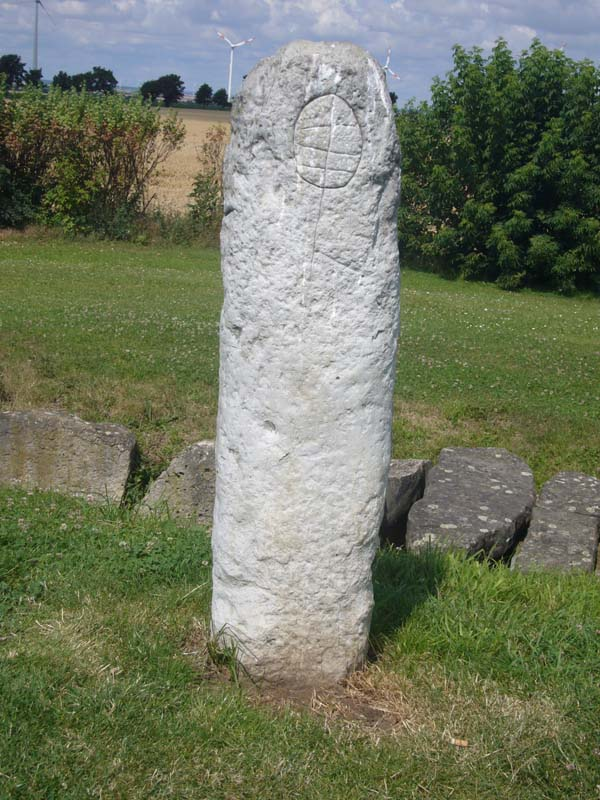
Der Menhir (Replik)

Das Großsteingrab Langeneichstädt (auch Steinkiste von Langeneichstädt) ist eine jungsteinzeitliche megalithische Grabanlage vom Typ Mitteldeutsche Kammer nahe Langeneichstädt, einem Ortsteil der Gemeinde Mücheln (Geiseltal) im Saalekreis in Sachsen-Anhalt. Es wurde 1987 bei Feldarbeiten in der Nähe der mittelalterlichen Eichstädter Warte entdeckt und zu einem herausragenden Objekt der Megalithik in Sachsen-Anhalt.

## Lage
Das Grab befindet sich etwa 800 m nördlich von Langeneichstädt und gut 30 m nordwestlich der Eichstädter Warte und gemeinsam mit dieser auf einer umhegten Wiesenfläche. Es ist über einen Feldweg erreichbar. In der näheren Umgebung wurden bei Luftbildprospektionen mehrere eingeebnete Grabhügel entdeckt, die mit dem Großsteingrab in einer Reihe liegen und möglicherweise in der gleichen Zeitperiode entstanden sind.

## Beschreibung
Im Rahmen der archäologischen Untersuchungen wurden Sandstein- und Muschelkalkplatten entfernt. Das Steingrab (5,3 m lang, 1,9 m breit und 1,7 m hoch) wird auf 3600 bis 2700 v. Chr. datiert und ist der Salzmünder oder Bernburger Kultur zuzurechnen.
Als Deckstein der Kammer wurde eine 1,76 m große Menhirstatue entdeckt. Sie zeigt die Darstellung einer Dolmengöttin (weibliche Gottheit) und ein Axtmotiv als Statussymbol. Im Fußboden – bestehend aus mehreren Kalksteinplattenschichten – fanden die Archäologen Schmuckstücke aus Tierzähnen, Kupfer, Knochen und Bernstein.
Ein Replikat des Menhirs wurde zwischen dem Wachturm der Eichstädter Warte und der Grabkammer errichtet. Das Original wird im Landesmuseum für Vorgeschichte in Halle gezeigt.
Das Großsteingrab ist zusammen mit dem Fundort der Himmelsscheibe von Nebra, der Kreisgrabenanlage von Goseck, der Kreisgrabenanlage von Pömmelte und dem Landesmuseum für Vorgeschichte in Halle eine Station auf der touristischen Straße „Himmelswege“.

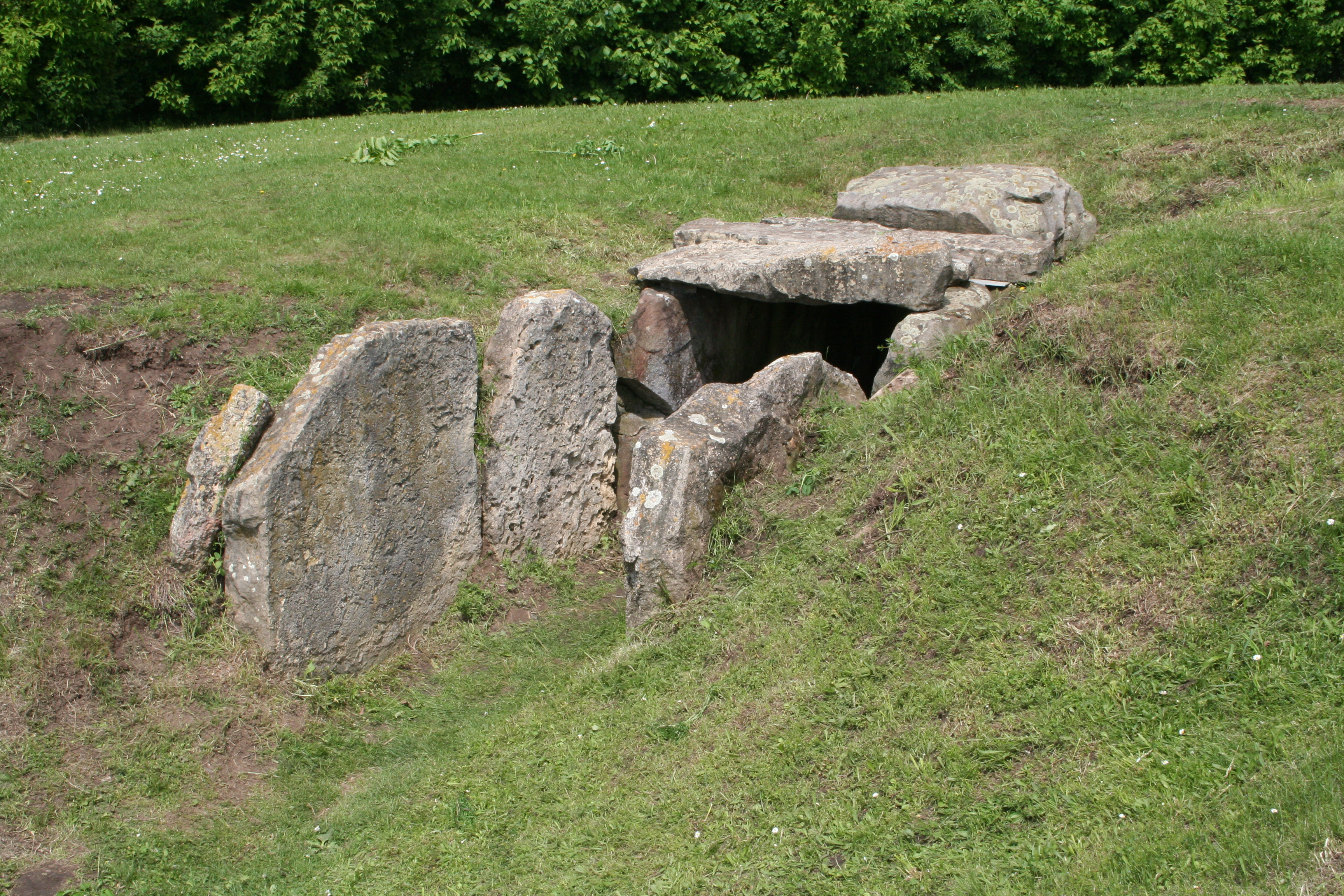
Grabkammer
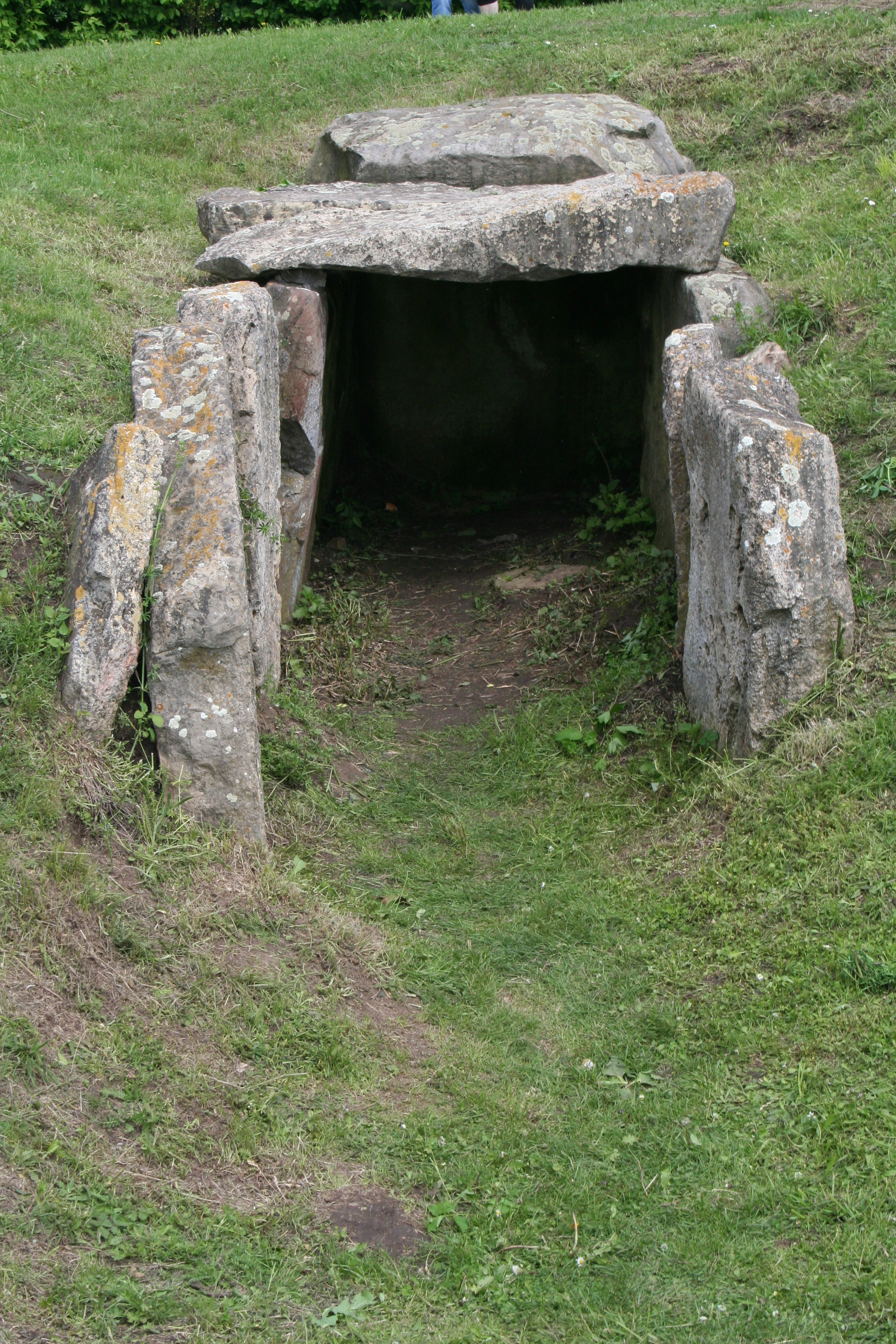
Grabkammer
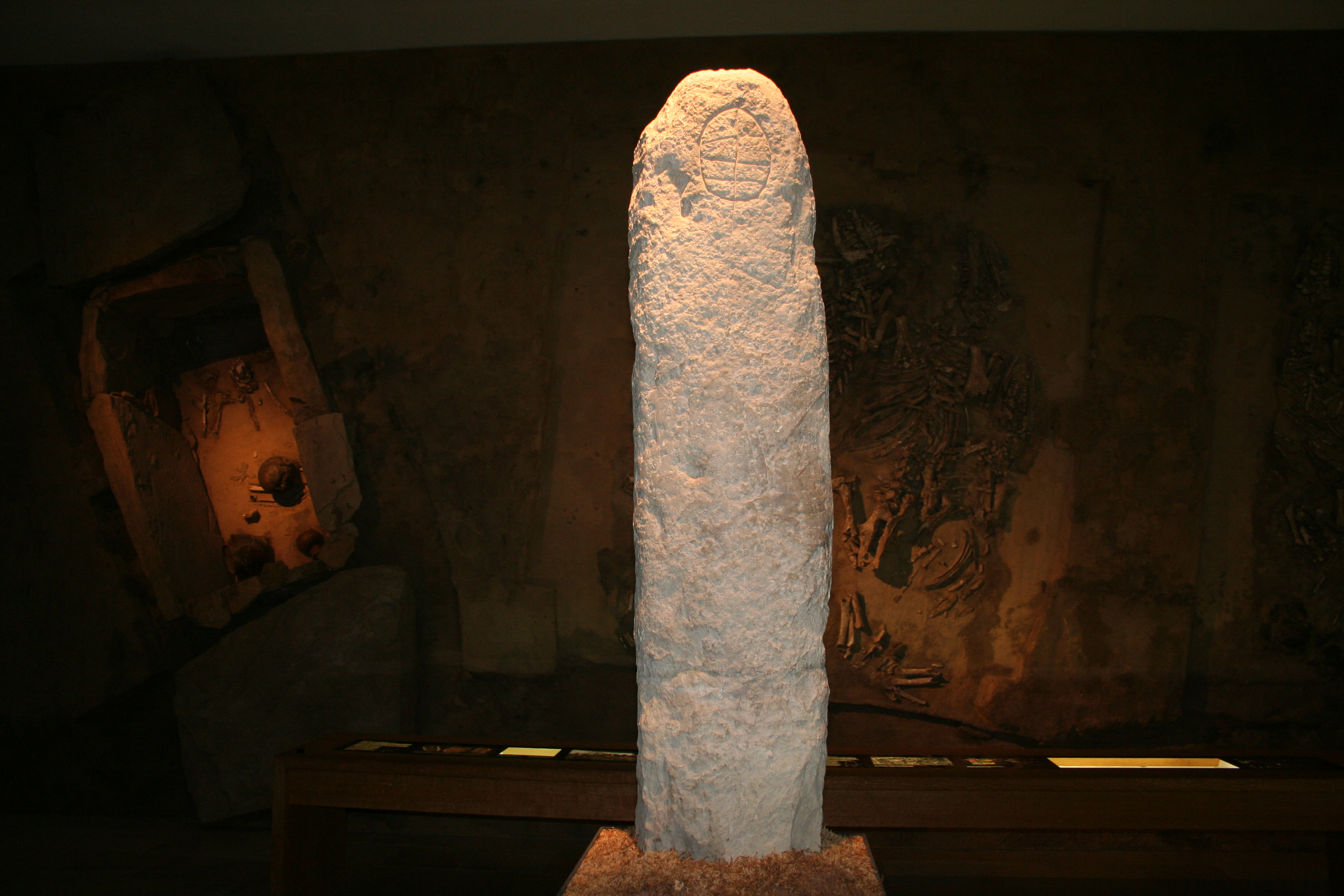
Der Original-Menhir im Landesmuseum für Vorgeschichte